# Werner Schiehlen
 Werner Schiehlen (* 19. Mai 1938 in Heidenheim an der Brenz) ist ein deutscher Maschinenbauingenieur, Wissenschaftler und Universitätsprofessor im Ruhestand. 

## Werdegang
Werner Schiehlen studierte Maschinenbau und promovierte 1966 an der Universität Stuttgart. Von 1963 bis 1964 war er Versuchsingenieur bei Daimler Benz in Stuttgart-Untertürkheim. Er habilitierte 1971 an der Technischen Universität München. Von 1972 bis 1973 war Schiehlen wissenschaftlicher Mitarbeiter bei der NASA im Marshall Space Flight Center. Er war von 1977 bis 2002 Ordinarius für Technische Mechanik sowie Direktor des Instituts B für Mechanik an der Universität Stuttgart. Schiehlen war von 1996 bis 2000 Präsident der IUTAM.

## Werke (Auszug)
- Schiehlen,  Eberhard: Technische Dynamik. Springer Vieweg, 2020, ISBN 978-3-658-31372-2
- Schiehlen, Eberhard: Applied Dynamics. Springer, 2014, ISBN 978-3-319-07334-7
- Popp, Schiehlen: Ground Vehicle Dynamics. Springer, 2010, ISBN 3-540-24038-1
- Arnold, Schiehlen (Hrsg.): Simulation Techniques for Applied Dynamics. Springer, 2008, ISBN 978-3-211-89547-4

Daneben verfasste Werner Schiehlen (auch gemeinsam mit anderen Wissenschaftlern) zahlreiche wissenschaftliche Artikel in Fachzeitschriften und anderen Publikationen.

## Forschungsschwerpunkte
Von der Mehrkörper- und Fahrzeugdynamik über die nichtlineare Dynamik bis hin zur Mechatronik und Robotik.

## Preise und Auszeichnungen
- Werner Schiehlen bekam den Ehrenprofessortitel und mehrere Dr. h. c. verliehen.
- d'Alembert-Preisträger der ASME.[4]